# Золотий фонд української естради
«Золотий Фонд української естради» — некомерційний проект, започаткований істориком та музичним колекціонером Ігорем Калиниченком у 2011 році. У сферу діяльності проекту входять: збір, систематизація і реставрація записів, а також фото-відео матеріалу; збір інформації про співаків, композиторів, поетів-піснярів, музикантів і про музичні гурти минулого століття; наукові дослідження з історії української естради 30-х — 90-х років; популяризація української пісенної спадщини.
Інтернет-частина проекту включає однойменний сайт, сайти пам'яті Назарія Яремчука та Раїси Кириченко, інтернет-радіо, відеоканал на Youtube, клуби любителів ретро-естради в соціальних мережах.
Сайт «Золотий Фонд української естради» присвячений найкращим українським співакам, композиторам, поетам-піснярам та колективам (ансамблям, гуртам, хорам, дуетам, тріо) 1950-1990-х років, за незначним винятком — більш раннього часу. Йдеться в основному про естраду, але частково також розповідається про оперних співаків та фольклорні колективи.
Станом на 10 березня 2015 на сайті: 103 співаки, 93 гурти (61 з України і 32 діаспорних), 32 інших колективи (дуети, тріо, квартети, хори, фольк-ансамблі), 71 композитор, 49 поетів, 1222 пісні, 48 відео, 61 фотоальбом (понад 3000 фотографій), 43 публікації.